# Miopatia necrosante imunomediada
A Miopatia Necrosante Imunomediada (MNI), também denominada "miopatia autoimune associada à estatina" (Statin-associated autoimmune myopathy, SAAM)  também conhecida como miopatia anti-HMGCR, é uma forma muito rara de dano muscular causado pelo sistema imunológico em pessoas que tomam medicamentos com estatina. 
No entanto, existem casos da doença em pacientes que não tomaram medicamentos com estatina, e isso pode ser explicado pela exposição a fontes naturais de estatina, como arroz vermelho fermentado, que é rico em estatina. Essa teoria é apoiada pela maior prevalência de pacientes em certas localidades asiáticas, que têm dietas ricas em estatina. 
A causa exata não é clara. Uma combinação de achados consistentes no exame físico, a presença de anticorpos anti- HMG-CoA redutase em uma pessoa com miopatia, evidência de degradação muscular e biópsia muscular diagnosticam a doença.   O tratamento envolve interromper a medicação com estatina associada e tomar medicamentos para suprimir o sistema imunológico. Estima-se que a doença ocorra em 2-3 pessoas em cada 100.000 indivíduos tratados com estatina. Parece ser mais comum em pessoas com mais de 50 anos. 
Também possui outras denominações: "Miopatia Anti-HmG Coenzima A Redutase, Miopatia necrosante imunomediada associada a estatinas, Miopatia imunomediada associada a estatinas, Miosite autoimune induzida por estatinas, Miopatia autoimune necrotizante induzida por estatinas". 
É objeto de atenção (predominante) por parte da especialidade médica da reumatologia. Seu sintoma principal é fraqueza muscular e o tratamento é realizado através de corticosteroides, medicações imunossupressoras e retirada da estatina implicada. Sua frequência é considerada rara  e é classificada no CID 10 G72.89 . 

## Sinais e sintomas
Fraqueza grave dos músculos proximais (ombros, parte superior dos braços, coxas) em ambos os lados do corpo, níveis sanguíneos muito altos da enzima creatina quinase (CK) sendo liberada pelo músculo esquelético quebrado e sintomas persistentes e elevação da creatina quinase CK apesar da interrupção do medicamentos estatinas ofensivos são as marcas registradas da Miopatia necrosante imunomediada. 
Outras formas de dano muscular associado às estatinas (miopatia) geralmente desaparecem após a interrupção da estatina envolvida.  Dor articular leve e erupção cutânea podem estar presentes.  Em pessoas afetadas por MNI (Miopatia Necrosante Imunomediada), a duração média da terapia com estatina foi de 38 meses antes do início dos sintomas musculares. A MNI pode afetar pessoas após o uso prolongado de estatina, mesmo que não tenham tido efeitos colaterais musculares anteriores. 
Uma característica diferenciadora entre este e os efeitos colaterais mais benignos das estatinas é que a Miopatia Necrosante Imunomediada (MNI) geralmente tem um início tardio. Embora a dor muscular (mialgia) seja observada em 9-20% dos pacientes tratados com estatinas, ela geralmente ocorre no primeiro mês de tratamento. A MNI tem início tardio, ocorrendo anos após o uso não complicado de estatinas. Em alguns casos, mesmo após as estatinas terem sido descontinuadas por vários anos. 

## Patogênese
Não está claro exatamente como as estatinas levam à miopatia autoimune associada à estatina. O distúrbio está positivamente associado ao alelo HLA-DR11 e DRB1*11:01.  Provavelmente existem outros fatores de risco genéticos e ambientais não identificados associados à MNI , dada a prevalência do alelo DRB1 e a baixa incidência de autoimunidade nesse grupo.   
As estatinas inibem a atividade da redutase HMG-CoA e, consequentemente, reduzem o nível de  colesterol  no sangue. No entanto, ao fazer isso, eles também aumentam a produção da proteína HMG-CoA redutase. A MNI hipoteticamente desencadeia esse aumento na produção de HMG-CoA redutase e o processamento anormal associado dessa proteína em indivíduos geneticamente suscetíveis.
Esse processamento anormal teoricamente desencadeia a geração de anticorpos direcionados à proteína HMG-CoA redutase, resultando em MNI. Outra teoria postula que a configuração da proteína HMG-CoA redutase pode mudar quando as estatinas se ligam a ela, fazendo com que a proteína exponha certos antígenos aos quais o sistema imunológico não é tolerante, resultando na produção de anticorpos contra ela. 

## Diagnóstico
O desenvolvimento de miopatia necrosante após a exposição às estatinas é insuficiente para o diagnóstico. O teste deve primeiro excluir outras causas de miosite e miopatia necrosante  Uma biópsia muscular consistente com MNI demonstrará a morte das células musculares com regeneração da fibra muscular e normalmente tem poucas células inflamatórias.  
Testes de imuno-histoquímica podem demonstrar características patológicas adicionais de MNI. Tais achados incluem a presença do complexo de ataque à membrana da célula endotelial em fibras musculares não necróticas e evidência de MHC classe I (moléculas). 
Anticorpos contra HMG-CoA redutase ocorrem em 94% dos indivíduos afetados.  Sabe-se que esses anticorpos também ocorrem em pessoas que não tomam estatinas.  Por outro lado, esses anticorpos estão ausentes em pessoas que tomam estatinas, mas não têm miopatia. Assim, a presença de anticorpos anti-HMG CoA redutase em alguém que usa uma estatina e tem miopatia apoia fortemente o diagnóstico.  Os níveis de CK aumentam de 10 a 100 vezes acima do normal (2.000 a 20.000 UI/L) em mais de 90% dos casos.  A eletromiografia (EMG) geralmente demonstra um padrão miopático de achados.  O inchaço muscular pode ser observado na ressonância magnética. 

## Tratamento
A MNI é tratada interrompendo a medicação causadora contendo estatina e tomando medicamentos imunossupressores. Em casos raros, as pessoas afetadas melhoram espontaneamente após interromper a estatina implicada.  No entanto, a maioria dos casos exige o uso de medicamentos imunossupressores.  Os corticosteroides são considerados o tratamento de primeira linha. Prednisona dosada a 1 miligrama/quilograma de peso corporal diariamente é geralmente recomendada. A terapia isolada com corticosteroides pode ser razoável em casos de fraqueza muscular leve. 
Casos mais graves requerem o uso combinado de metotrexato, azatioprina ou micofenolato com corticosteroides.  Casos graves de MNI podem não responder a 8–12 semanas de terapia combinada. Rituximab ou imunoglobulina intravenosa são recomendados como terapia adjuvante nesses casos. A imunoglobulina intravenosa é uma terapia de primeira linha apropriada em indivíduos selecionados. Candidatos adequados para imunoglobulina intravenosa de primeira linha incluem pessoas com diabetes mellitus ou que desejam evitar a terapia com corticosteroides. 

## Prognóstico
O tratamento adequado da MNI geralmente resulta em recuperação total.  A recuperação pode ocorrer mesmo com níveis de creatina quinase (CK) persistentemente elevados. Por outro lado, algumas pessoas com a MNI não recuperam a força muscular total, apesar da normalização de seus níveis de CK.   A análise longitudinal de uma coorte de pacientes revelou que a maioria dos pacientes (85%) com mais de 60 anos recuperou a força total em quatro anos, em comparação com menos da metade dos pacientes com menos de 52 anos, indicando que a idade durante o início da doença pode ser um importante determinante prognóstico.   
Uma vez que a força se recupere, os medicamentos imunossupressores devem ser reduzidos gradualmente. A recaída permanece possível durante os esforços de redução gradual e algumas pessoas requerem imunossupressão de longo prazo.  Uma pessoa afetada tem maior probabilidade de sofrer danos musculares permanentes se não receber tratamento adequado por um longo período. A fraqueza muscular ocorre devido à substituição de algum músculo por tecido adiposo. 